# Robert Innes
Robert Thorburn Ayton Innes (Edimburg, 10 de novembre de 1861-Londres, 13 de març de 1933). Fou un astrònom britànic. Entre els seus descobriments més destacables figura el de Proxima Centauri (l'estel més proper a la Terra) l'any 1915.

## Semblança
Innes va deixar els estudis als 12 anys, però es va interessar per l'astronomia, sent membre de la Royal Astronomical Society des dels 17 anys.
Radicat a Austràlia, va realitzar observacions sobre les pertorbacions de les òrbites de Mart i Venus. Va ser convidat a Sud-àfrica en 1896 per David Gill per treballar al Reial Observatori del Cap, a Ciutat del Cap, com a Secretari i Bibliotecari, amb un modest salari. Va ser el primer director (1903-1927) del Departament Meteorològic de Transvaal, una estació meteorològica la comesa de la qual va anant ampliant-se i després es dedicà en exclusiva a l'observació astronòmica, anomenant-se successivament Observatori del Transvaal i més tard Observatori Unió.
Observador infatigable d'estels dobles, en va arribar a descobrir uns 1600, i al desembre de 1894 en va publicar la seva primera llista. Va introduir el comparador de parpelleig, que va emprar al 1915 per descobrir a Proxima Centauri (parella de Alfa Centauri); també va fer importants contribucions en mecànica celeste. Juntament amb l'astrònom danès Thorvald Nicolai Thiele (1838-1910) va introduir els paràmetres orbitals pels estels dobles coneguts avui dia com a constants de Thiele-Innes. Va ser també el primer a observar el cometa C/1910 A1, el 12 de gener de 1910.

## Reconeixements
En el seu homenatge s'ha batejat un asteroide, (1658) Innes, i el cràter lunar Innes. En 1923 va ser nomenat Doctor Honoris causa per la Universitat de Leiden.